# Tlaquilpa (municipalité)
La municipalité de Tlaquilpa est l'une des 212 municipalités de l'État de Veracruz, et est située dans la partie centrale de cet État. Elle se situe à l'ouest du golfe du Mexique, au sein de la chaîne de montagnes de la Sierra Madre orientale. Elle appartient aux confins nord-ouest du bassin versant du fleuve Río Papaloapan, et est limitrophe au sud-ouest de l'État de Puebla. Son chef-lieu est la ville éponyme de Tlaquilpa. Elle dépend de la région administrative de Las Montañas, qui est une des 10 subdivisions administratives de l'État de Veracruz.

## Géographie
La municipalité de Tlaquilpa fait partie du bassin versant du fleuve Río Papaloapan, que de petits affluents des rivières Río Petlapa et Río Blanco traversent. Cette dernière s'écoule plus au nord, notamment dans la municipalité de Cuichapa et passe plus à l'ouest par la ville d'Orizaba. Assise sur le massif montagneux de la Sierra Madre orientale, son altitude oscille entre 1840 et 2700 mètres. Son chef-lieu, la ville éponyme de Tlaquilpa se situe dans la partie occidentale de son territoire. Ce territoire couvre une superficie de 57,2 km2, et était peuplé en 2020 de 7933 habitants, pour une densité de 138,7 habitants par km2.
Cette municipalité est limitrophe au nord de celle de Atlahuilco, à l'ouest de celle de Xoxocotla, au sud-ouest, dans l'État de Puebla, de celle de Vicente Guerrero, puis au sud, à nouveau dans l'État de Veracruz, de celle de Astacinga, et enfin à l'est de celles de Texhuacán et de Los Reyes.

## Composition et démographie
La municipalité était composée en 2020 de 67 localités, dont aucune n'était considérée comme urbaine, toutes étant rurales.
| Localité            | Population |
| ------------------- | ---------- |
| Tlaquilpa           | 808        |
| Pitzcuautla         | 573        |
| Tlaquetzaltitla     | 499        |
| Vista Hermosa       | 403        |
| Loma de Xocuapa     | 366        |
| Reste des localités | 5284       |
| Total population    | 7933       |

En plus de l'espagnol, plusieurs langues amérindiennes sont parlées dans la municipalité, dont les principales sont par ordre d'importance : le nahuatl, les autres langues sont très marginales.

## Histoire
La ville de Talquilpa se nomme au XVIe siècle Santa María Magdalena.
La municipalité de Tlaquilpa est créée en 1831.

## Économie

### Agriculture et élevage
La superficie des parcelles semées représentait en 2019 de 881 hectares, parmi lesquels 800 hectares étaient voués à la culture du maïs, 56 hectares étaient voués à la culture du haricot, et 12 hectares étaient voués à celle de la pomme.
En 2020, la production de viande par tonnes comprenait 9,3 tonnes de viande bovine, 47,5 tonnes de viande porcine, 8 tonnes de viande ovine, 3,3 tonnes de viande caprine, 7,1 tonnes de volailles, et 1,4 tonne de dinde. La superficie vouée à l'élevage représentait alors 2402 hectares.